# Três Ensaios sobre a Teoria da Sexualidade
Três Ensaios sobre a Teoria da Sexualidade (no original em alemão, Drei Abhandlungen zur Sexualtheorie) é uma obra de 1905 de Sigmund Freud, em que o autor aprofunda a sua teoria da sexualidade e do desenvolvimento psicossexual, em particular, na sua relação com a infância.
Freud argumenta que "a perversão" está presente mesmo entre as pessoas saudáveis e que o caminho para uma atitude sexual madura e normal começava não na puberdade mas na infância.
Observando as crianças, Freud afirmou que tinha encontrado um conjunto de práticas que pareciam inofensivas, mas que, porém, seriam realmente formas de sexualidade infantil (por exemplo, chupar o dedo, cujas implicações seriam bastante óbvias). Freud também procurou unificar a sua teoria do inconsciente, proposta no livro A Interpretação dos Sonhos, de 1899, com o seu trabalho sobre a histeria, postulando que a sexualidade seria a força motriz tanto na neurose (por meio da repressão), como na perversão. Também incluiu nesta obra os conceitos de inveja do pênis, complexo de castração e complexo de Édipo.

## Influência
Julga-se que Mário de Andrade teria escrito o livro Amar, Verbo Intransitivo sob a influência da leitura deste ensaio sobre o desenvolvimento psicossexual. O livro de Mário de Andrade descreve o desenvolvimento da consciência sexual de um adolescente e foi, por isso, acusado de "freudismo".